# Tu Tamarua
Pas d'image ? Cliquez ici

a Compétitions nationales et continentales officielles uniquement.

b Matchs officiels uniquement.
Dernière mise à jour le 4 août 2019.
Tu Tamarua, né le 22 juin 1974, est un ancien joueur de rugby à XV international cookien, qui évoluait au poste de flanker. 

## Carrière
Tamarua a joué pour les Queensland Reds, en Australie, de 1997 à 1999. Il a ensuite joué pour les Harlequins, en Angleterre, en 2001/02, mais a raté une partie de la saison en raison d'une blessure. Il a ensuite joué pour Swansea, au pays de Galles, en 2002/03, puis pour Northland, en Nouvelle-Zélande, en 2003. Il a de nouveau déménagé à Henley Hawks, en 2004, puis à Rotherham, en janvier 2005. En juin 2005, il a été recruté par les Pertemps Bees. Il a joué sa dernière saison à Pontypridd, en 2006/07. 
Tamarua a joué pour l'équipe d'Australie à sept, mais a ensuite choisi de rejoindre l'équipe nationale de rugby à XV des Îles Cook. Il a été le premier et seul joueur des Îles Cook à avoir été sélectionné et à avoir joué pour les Pacific Islanders, en 2004. 